# 巴蘭卡斯德爾奧里諾科
巴蘭卡斯德爾奧里諾科（西班牙語：Barrancas del Orinoco），是委內瑞拉的城鎮，位於該國東部莫納加斯州，是索蒂略市的首府，處於奧里諾科河畔，海拔高度12米，面積30平方公里，人口28,900。